# Miroslav Vymazal
Miroslav Vymazal (né le 9 mai 1952 à Bratislava et mort le 18 octobre 2002 dans la même ville) est un coureur cycliste tchécoslovaque des années 1970. Spécialiste des disciplines de vitesse sur piste, il est notamment quadruple champion du monde de tandem entre 1973 et 1978.

## Biographie
Dans les années 1970, Miroslav Vymazal forme le duo le plus titré en tandem avec son compatriote Vladimír Vačkář. Les deux athlètes sont champions du monde à quatre reprises : 1973 à Saint-Sébastien, 1974 à Montréal, 1977 à San Cristóbal et 1978 à Munich. En outre, le duo prend la deuxième place lors des mondiaux 1975 à Rocourt et la troisième place en 1979 à Amsterdam. Ils n'ont pas eu la possibilité de remporter une médaille d'or aux Jeux olympiques sur le tandem, car cette discipline a été retirée du programme olympique après 1972. Lors du kilomètre, il se classe neuvième. Au niveau national aussi, ils sont devenus champion de Tchécoslovaquie en 1973 et de 1977 à 1979. Vymazal a également remporté le titre en vitesse en 1982 et sur le kilomètre en 1974. En 1972 et 1975, il gagne le prestigieux Grand Prix Framar de vitesse.
En 1976, Vymazal participe aux Jeux olympiques de Montréal. 
Le Mémorial Miroslav Vymazal se tient à Bratislava en sa mémoire depuis 2003.

## Palmarès sur piste

### Jeux olympiques
- Montréal 1976
  - 9e du kilomètre

### Championnats du monde
- 1973
  -  Champion du monde de tandem (avec Vladimír Vačkář)
- 1974
  -  Champion du monde de tandem (avec Vladimír Vačkář)
- 1975
  -  Médaillé d'argent du tandem (avec Vladimír Vačkář)
- 1977
  -  Champion du monde de tandem (avec Vladimír Vačkář)
  - 5e de la vitesse amateurs
- 1978
  -  Champion du monde de tandem (avec Vladimír Vačkář)
- 1979
  -  Médaillé de bronze du tandem (avec Vladimír Vačkář)

### Championnats de Tchécoslovaquie
- 1973
  -  Champion de Tchécoslovaquie de tandem (avec Vladimír Vačkář)
- 1974
  -  Champion de Tchécoslovaquie du kilomètre
- 1977
  -  Champion de Tchécoslovaquie de tandem (avec Vladimír Vačkář)
- 1978
  -  Champion de Tchécoslovaquie de tandem (avec Vladimír Vačkář)
- 1979
  -  Champion de Tchécoslovaquie de tandem (avec Vladimír Vačkář)
- 1982
  -  Champion de Tchécoslovaquie de vitesse

## Récompenses
- Cycliste tchécoslovaque de l'année : 1973 (avec Vladimír Vačkář) et 1977[2]